# 林松 (外交官)
林松，中华人民共和国政治人物、外交官。1980年，接替胡景瑞担任中华人民共和国驻赤道几内亚大使。1983年，由刘芳圃接任。